# Surdulica
Surdulica (v srbské cyrilici Сурдулица) je město na jihovýchodě Srbska, u hranice s Bulharskem. Administrativně spadá pod Pčinjský okruh. V roce 2011 mělo 11 400 obyvatel.
Rozkládá se na obou březích říčky Vrla, která jej dělí na dvě části. Z širšího hlediska potom leží na okraji údolí rozlehlého údolí řeky Južna Morava, blízko soutoku obou vodních toků. Východně od města se vypínají vrcholky Veliki Streser (1876 m n. m.) a Kula (1622 m n. m.) Skrz Surdulici prochází silnice č. 40 ve směru Vladičin Han‒Sofie.

## Historie
Surdulica byla poprvé zmíněna v roce 1530, přestože zde existovalo antické osídlení a v okolí města se v horách nacházely různé doly. Až do roku 1877 byla součástí Osmanské říše. V rámci ní zde žilo národnostně i nábožensky smíšené obyvatelstvo. Existovala zde kolonie dosídlených Albánců (Arnautů). V rámci sanstefanského projektu si jej nárokovalo Bulharsko, po nějakou dobu se totiž objevovalo na řadě bulharských map a zahrnuto bylo i pod území v rámci tzv. bulharského exarchátu. 
Během závěru první světové války tudy během bulharského útoku na Srbsko pronikala bulharská armáda, odehrálo se několik bitev. Následně došlo k masakru srbského obyvatelstva okupačním bulharským vojskem. Během druhé světové války byla Surdulica opět obsazena Bulharskem. Proti okupačním silám vystupovaly jednotky partyzánů. V roce 1999 byla cílem bombardování jednotkami NATO. Osmnáct domů bylo zcela zničeno a dalších 500 bylo částečně poškozeno.

## Kultura

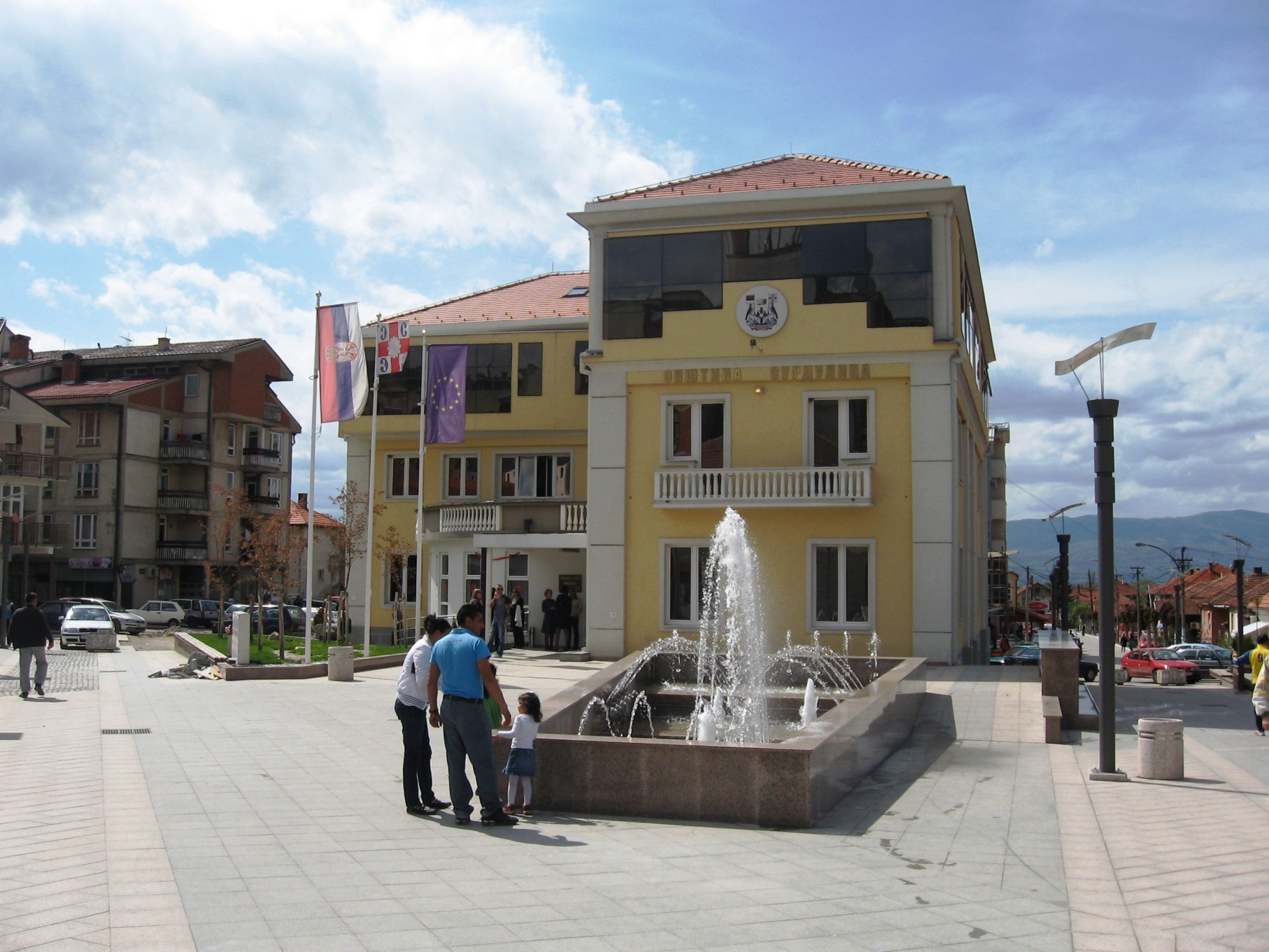
Budova radnice.

Místní pravoslavný kostel je zasvěcen sv. Jiří. 
V Surdulici se nachází kulturní centrum a městská knihovna.
Nedaleko od města leží bulharský vojenský hřbitov, kde je pohřbeno 140 padlých vojáků.

## Ekonomika
Severozápadně od středu města se v lokalitě Belo Polje nachází průmyslový závod na výrobu izolace.

## Školství
V Surdulici stojí dvě základní školy, jedna nese název po Vukovi Karadžićovi a druhá po Jovanu Jovanovićovi Zmajovi.